# معركة لابوان
معركة لابوان كانت معركة بين قوات الحلفاء وقوات إمبراطورية اليابان في جزيرة لابوان قبالة بورنيو في يونيو عام 1945. وشكلت جزءًا من الغزو الأسترالي لشمال بورنيو، وبدأته قوات الحلفاء كجزء من خطة للسيطرة على منطقة «خليج بروناي» وتطويره إلى قاعدة عسكرية لدعم الهجمات المستقبلية.
بعد عدة أسابيع من الهجمات الجوية وقصف بحري قصير المدة، هبط جنود من «كتيبة 24» الأسترالية على لابوان من السفن الأسترالية والأمريكية في 10 يونيو، استولى الأستراليون بسرعة على ميناء الجزيرة والمطار الرئيسي فيها، تركزت القوات اليابانية التي كان عددها كبير في موقع محصن في داخل لابوان ولم تقدم على إي مقاومة تذكر، المحاولات الأسترالية لاختراق المواقع اليابانية في الأيام التي أعقبت الغزو لم تكن ناجحة، وتعرضت المنطقة لقصف عنيف، كما حاولت قوة يابانية مهاجمة مواقع الحلفاء في 21 يونيو، لكنها هُزمت. في الأيام التالية قتلت الدوريات الأسترالية وأسرت القوات اليابانية المتبقية في الجزيرة، قُتل 389 من الأفراد اليابانيين في لابوان وأُسر 11، وشملت الخسائر الأسترالية 34 قتيلاً.
بعد تأمين الجزيرة طورت قوات الحلفاء لابوان إلى قاعدة عسكرية مهمة، غادرت «كتيبة 24» من الجزيرة للاستيلاء على الشاطئ الشرقي «لـ خليج بروناي» في أواخر يونيو، وتم إصلاح مطار الجزيرة وتوسيعه لاستضافة وحدات سلاح الجو الملكي الأسترالي، أثناء احتلال لابوان كان على الحلفاء إعادة بناء البنية التحتية للجزيرة وتقديم المساعدة لآلاف المدنيين الذين أصبحوا بلا مأوى بسبب القصف قبل الغزو على الجزيرة، في أعقاب الحرب تم إنشاء مقبرة كبرى هيئة الكومنولث لمقابر الحرب في لابوان.

## خلفية عن الجزيرة
لابوان هي جزيرة صغيرة في مصب خليج بروناي وتبلغ مساحتها 35 ميل مربع (91 كم)، قبل حرب المحيط الهادئ كانت تشكل جزءًا من مستوطنات المضيق التي تديرها بريطانيا وكان عدد سكانها (8960) نسمة، كان للجزيرة مدينة فيكتوريا، على ساحلها الجنوبي الذي يطل على ميناء فيكتوريا، ويبلغ عدد سكانها (8500) نسمة، بصرف النظر عن الشاطئ الذي يبلغ طوله (1400) متر إلى الشرق من فيكتوريا، كان الساحل محاطًا بالشعاب المرجانية.
في 3 يناير 1942، استولت القوات اليابانية على لابوان دون معارضة خلال معركة بورنيو، طور اليابانيون مطارين (لابون وتيمبالي) في الجزيرة، تم بناؤهما بواسطة عمال تم تجنيدهم من منطقتي (لاواس وتيروزان)، تعرض سكان الجزيرة أيضًا لسياسات الاحتلال القاسية، بعدها بدء تمرد في بلدة جيسلتون في أواخر عام 1943، والذي كان يقوده مدنيون من أصل صيني احتجز "131" من المتمردين في لابوان، نجا تسعة متمردين فقط تم تحريرهم بواسطة القوات الأسترالية في عام 1944.
في مارس 1945، تم تكليف الجيش الأسترالي والذي كانت عناصره القتالية الرئيسية هي الفرقة السابعة والتاسعة، بتحرير بورنيو. تم التخطيط للهجوم مرة أخرى قي الأسابيع التالية، كان الغرض الرئيسي من مهاجمة خليج بروناي هو تأمينه كقاعدة لأسطول المحيط الهادئ البريطاني، والسيطرة على حقول النفط ومزارع المطاط في المنطقة، كان لابد من تطوير لابوان كقاعدة جوية وتشكل جزءًا من سلسلة من المواقع الاستراتيجية التي ستسمح للحلفاء بالتحكم في البحار قبالة الساحل الياباني المحتل بين سنغافورة وشانغهاي.
في حين أن تحرير بروناي كان مصرحًا به من قبل هيئة الأركان المشتركة للولايات المتحدة، إلا أنه لم يكن مدعومًا من لجنة رؤساء الأركان البريطانية، لم ترغب القيادة البريطانية في تحويل مسار قواتها عن المكان الرئيسي للعمليات قرب اليابان وفضلت إنشاء قاعدة للأسطول في الفلبين، وردت لاقتراح الولايات المتحدة مفادها أن خليج بروناي يمكن أن يدعم العمليات المستقبلية في جنوب شرق آسيا، فقد حكمت لجنة رؤساء الأركان بأن إنشاء منشآت هناك سيستغرق وقتًا طويلاً خاصة وأن سنغافورة قد استعادت السيطرة عليها.